# 佩蘇達雷瓜

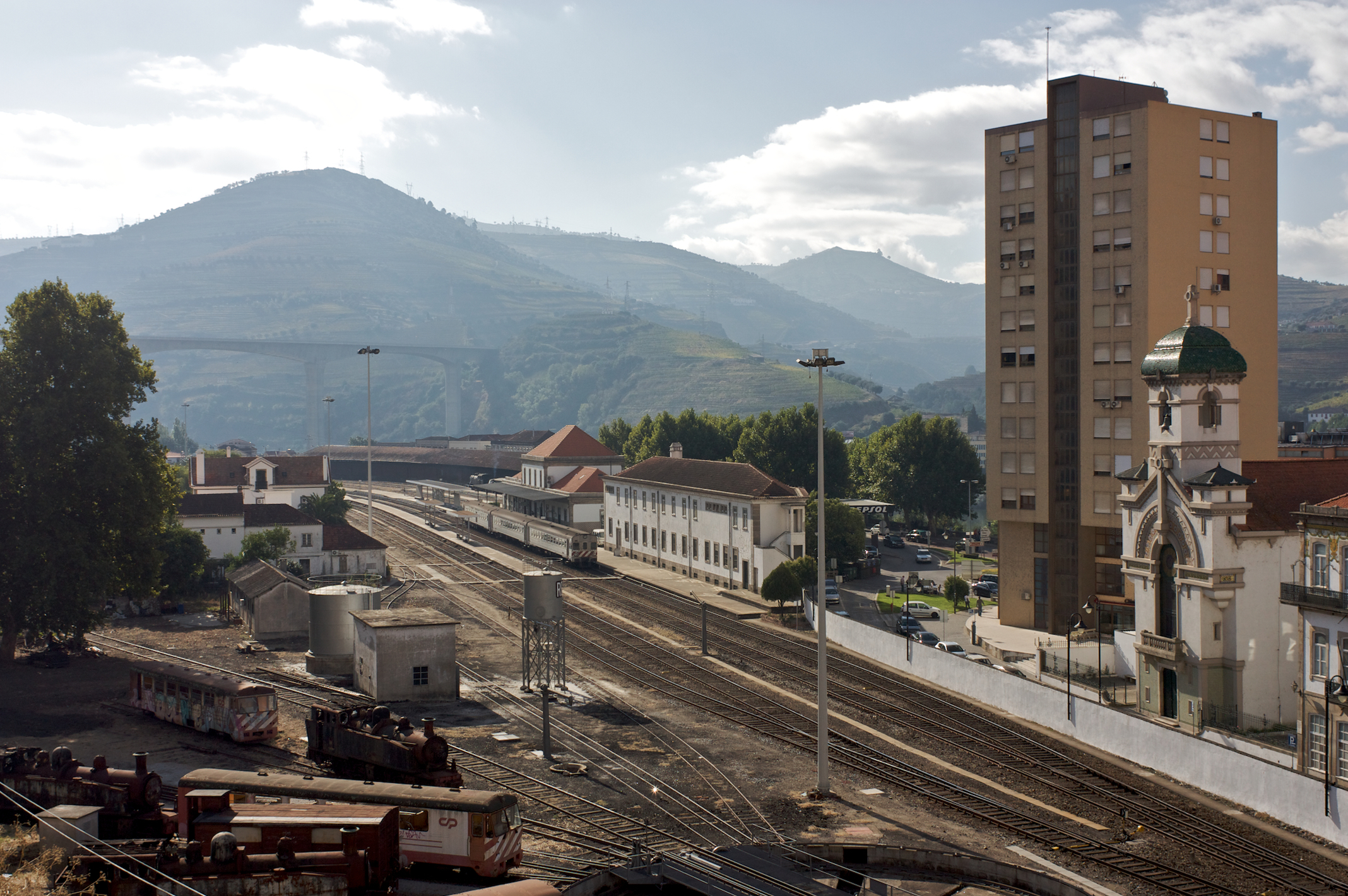

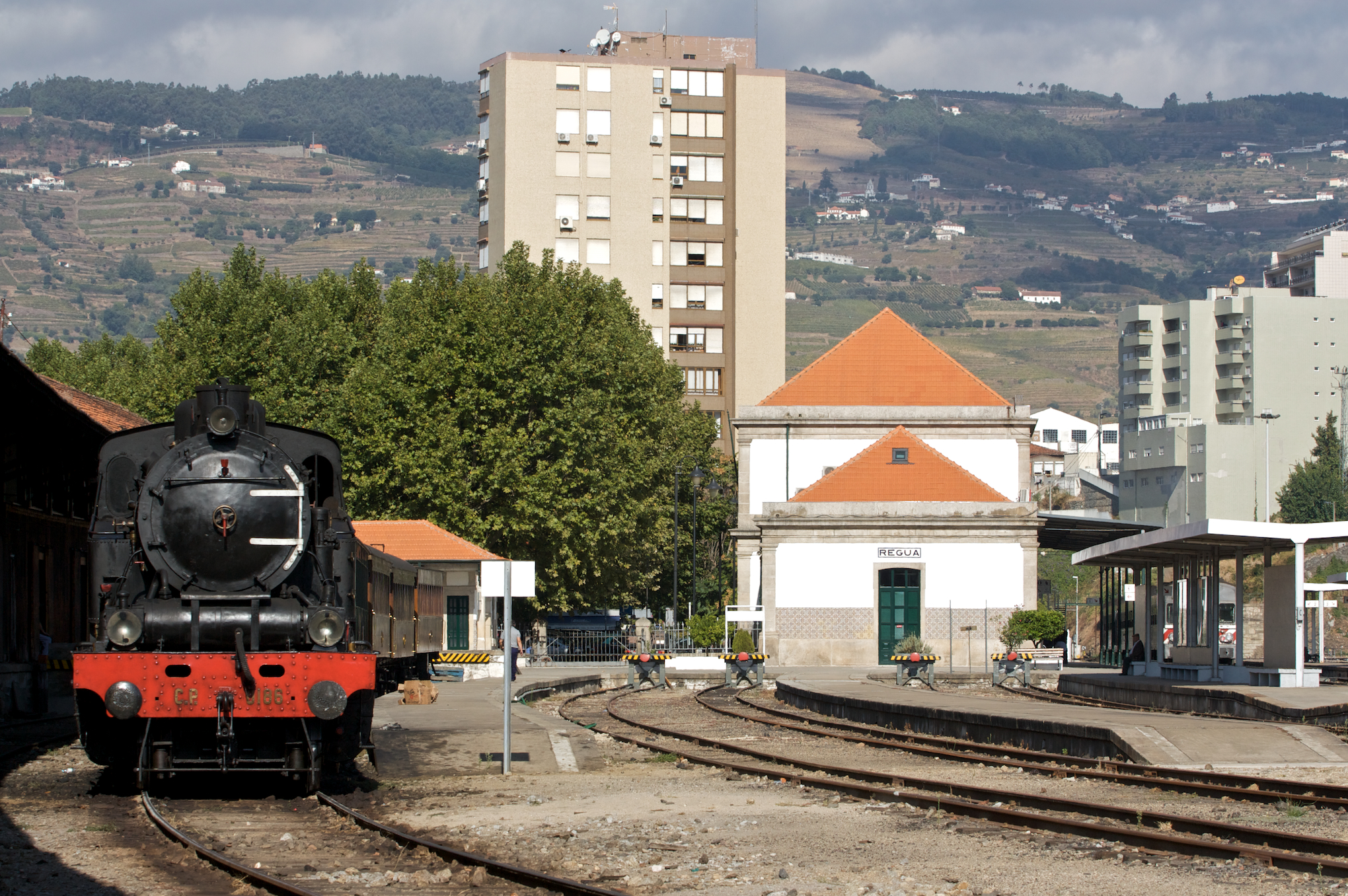

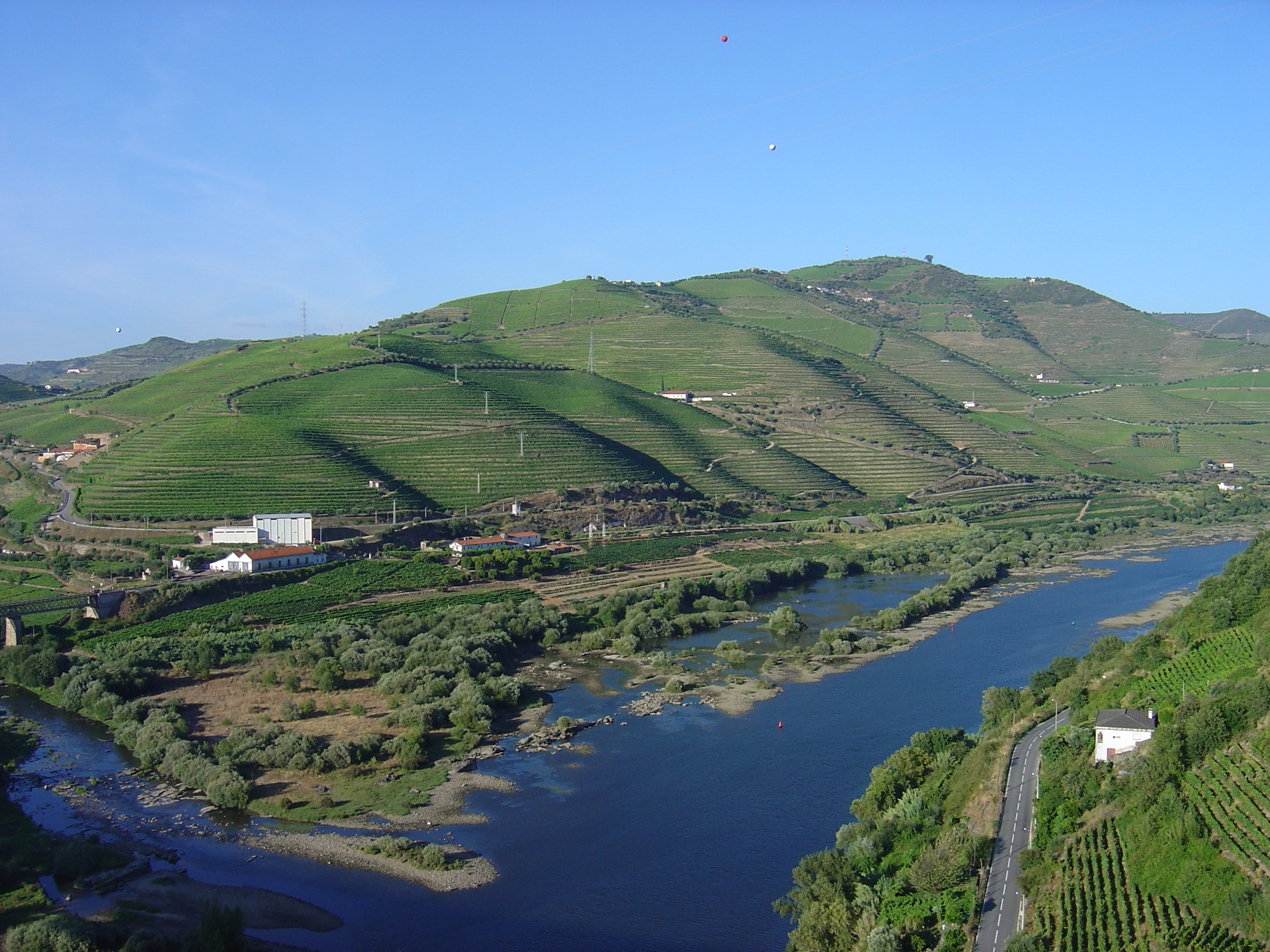

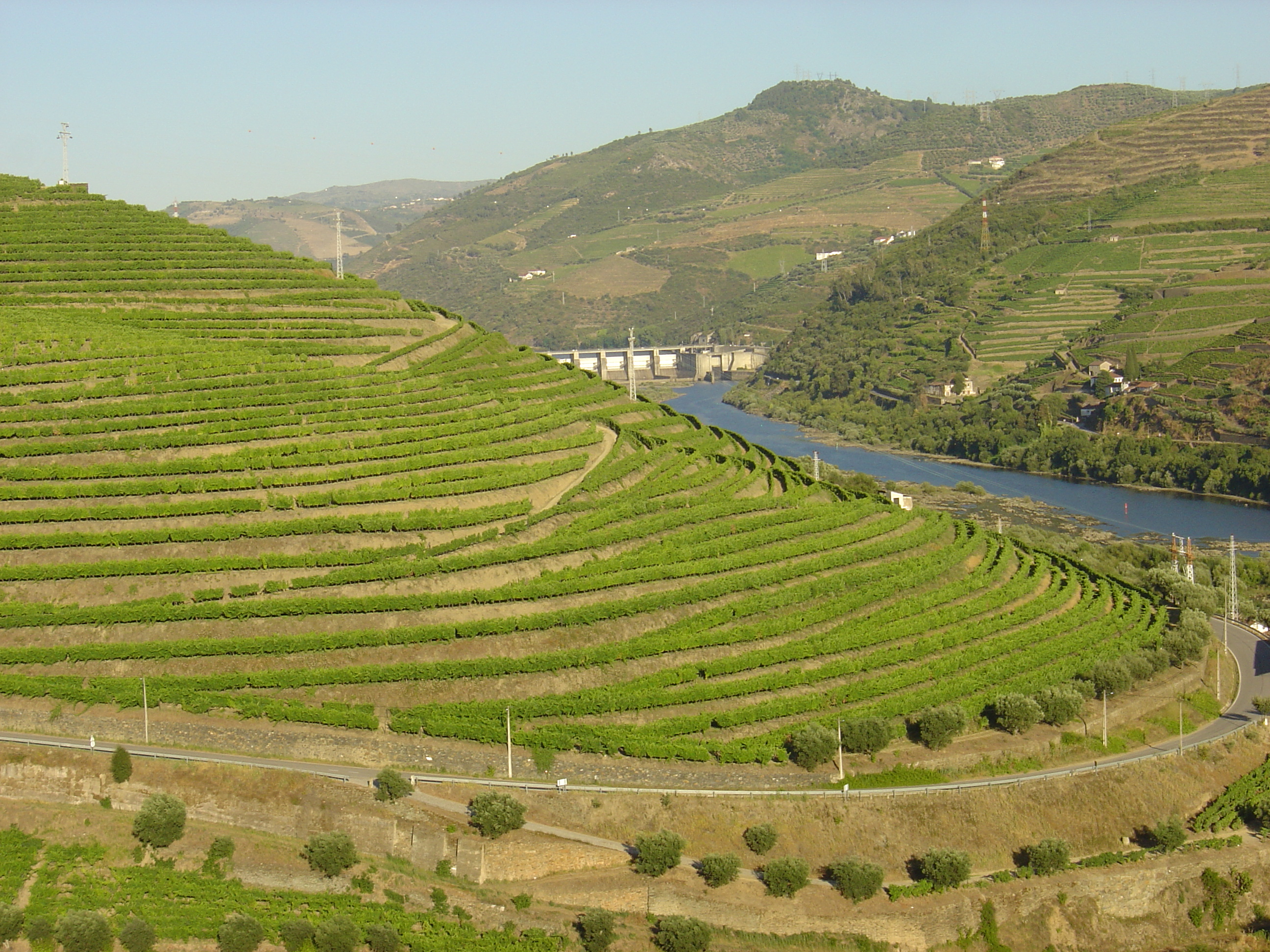

41°9′55″N 7°46′35″W / 41.16528°N 7.77639°W
佩蘇達雷瓜（葡萄牙語：Peso da Régua），是葡萄牙的城鎮，位於該國北部，由雷亞爾城區負責管轄，始建於1836年，面積94.86平方公里，2011年人口17,131，人口密度每平方公里180.59人。

## 友好城市
- 法國 马尔芒德